# كريستيان ألفرد همر
كريستيان ألفرد همر (بالنرويجية البوكمول: Kristian Alfred Hammer)‏ هو سياسي نرويجي، ولد في 14 يونيو 1898، وتوفي في 8 أغسطس 1965. حزبياً، نشط في الحزب الليبرالي. وقد انتخب نائب عضو برلمان النرويج ‏.